# 878

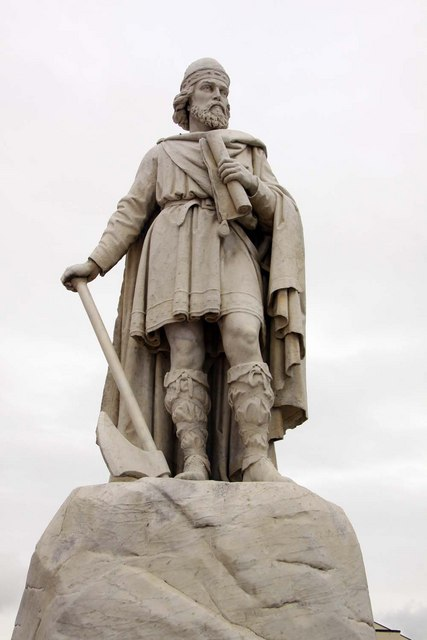
Alfred de Grote in Wantage (Oxfordshire)

Het jaar 878 is het 78e jaar in de 9e eeuw volgens de christelijke jaartelling.

## Gebeurtenissen

### Brittannië
- mei - Slag bij Edington: Koning Alfred de Grote verslaat bij Edington het Grote Deense leger onder leiding van Guthrum. Hij weet hiermee de onafhankelijkheid van Wessex te bewaren. De Vikingen trekken zich terug naar Gloucester, na een belegering van veertien dagen wordt de stad ingenomen.
- Vrede van Wedmore: Guthrum sluit een vredesverdrag en bekeert zich tot het christendom. Het akkoord (ook wel het Verdrag van Alfred en Guthrum genoemd) verdeeld Engeland in twee invloedssferen. Het deel waar de Vikingen heersen, wordt de Danelaw genoemd en Alfred regeert in Wessex.
- Koning Rhodri de Grote keert terug van Ierland in een poging Wales te heroveren op de Vikingen. Hij sneuvelt in een veldtocht tegen Mercia, het koninkrijk wordt verdeeld onder zijn drie zonen, Anarawd, Cadell en Merfyn.
- Koning Aedh van Schotland wordt tijdens een veldslag door zijn rivaal Giric gedood. Hij volgt hem op en regeert samen met zijn (vermoedelijke) stiefzoon Eochaid als medekoning het koninkrijk Alba (huidige Schotland).

### Europa
- 1 november - Verdrag van Voeren: Koning Lodewijk de Stamelaar sluit een niet-aanvalsverdrag met Lodewijk de Jonge. De twee neven beloven in een akkoord de opvolging door hun zonen te respecteren.
- Wifried I, een Frankische edelman, wordt voor zijn bewezen diensten tegen Bernhard van Septimanië door Lodewijk de Stamelaar benoemd tot graaf van Barcelona, Gerona en Besalú.
- Koning Alfons III van Asturië verovert Coimbra (huidige Portugal) in de gevechten tegen de Moren en lijft de stad in bij Asturië (Noord-Spanje).

### Arabische Rijk
- Beleg van Syracuse: De Aghlabiden veroveren de vestingstad Syracuse na een belegering van negen maanden. Het Byzantijnse garnizoen geeft zich over en de meeste inwoners worden door de Arabieren afgeslacht.

## Religie
- 8 september - Paus Johannes VIII kroont in de kathedraal van Troyes, Lodewijk de Stamelaar tot koning van het West-Frankische Rijk.
- Eerste schriftelijke vermelding van de Bulgaarse stad Belgrado in een pauselijke brief van Johannes VIII.

## Overleden
- Aedh, koning van Schotland
- Rhodri de Grote, koning van Wales
- Ubba Ragnarsson, Viking hoofdman